# 2834 Christy Carol
2834 Christy Carol (1980 TB4) là một tiểu hành tinh vành đai chính được phát hiện ngày 9 tháng 10 năm 1980 bởi Shoemaker, C. và Bus, S. J. ở Palomar.